# Зевгос, Янис
Янис Зевгос (греч. Γιάννης Ζέβγος; настоящая фамилия Талаганис (греч. Ταλαγάνης); 1897, деревня Дориза, около Триполиса — 20 марта 1947, Салоники) — греческий педагог, журналист, историк, деятель рабочего движения, видный член КПГ и ЭАМ. В 1944 году некоторое время был министром сельского хозяйства в первом после оккупации экуменическом правительстве Папандреу. В своих первых произведениях подписывался «Полибий», в то время как в партийной прессе он писал статьи совместно со своей женой Кайти под псевдонимом «Пара» (Ζεύγος) — Зевгос. Это конспиративное прозвище со временем стало их фамилией. Янис был убит в марте 1947 года в Салониках.

## Биография

### Ранние годы, вступление в КПГ
Яннис Зевгос родился в деревне Дориза в Аркадии в 1897 году. Он окончил среднюю школу в Триполисе и получил диплом педагога в Афинах. Затем он работал учителем в Аркадии и Македонии. В 1929 году он женился на Кати Нисирю-Зевгу, с которой вместе состоял в КПГ.
В 1919 году вступил в Социалистическую рабочую партию Греции (предшественницу компартии) во время воинской службы. В 1922 году, участвуя в кампании в Малой Азии, развернул интенсивную антивоенную деятельность. Во время диктатуры Пангалоса он был сослан на Фолегандрос за «Македонико».
После возвращения из ссылки (конец августа 1926 г.) он стал членом городского комитета Афинской партийной организации (КОА) и руководителем издательства КПГ. В 1926 году по рекомендации тогдашнего секретаря КПГ Элефтериоса Ставридиса посетил кавказский санаторий в Советском Союзе для лечения туберкулеза. Затем он посещал партийную школу Коммунистического университета трудящихся Востока в Москве и вернулся в Грецию в 1930 году.

### В руководстве КПГ. Диктатура Метаксаса
В 1934 году был избран членом ЦК на 5-м съезде КПГ и возглавил редакцию партийного теоретического журнала «Комунистики эпитеориси» («Коммунистическое обозрение», до 1938 года). Он также считается одним из авторов решения 6-го пленарного заседания 1934 года, которым КПГ предприняла всесторонний марксистский анализ греческого общества. В то же время он также писал статьи для «Ризоспастис», журналов «Анагенниси» и «Протопорой». В 1937—1945 годах — член Политбюро ЦК КПГ.
Находился в тюрьмах и ссылках на протяжении 1938—1943 годов: во время диктатуры Метаксаса, с ужесточением Закона 4229 был арестован и отправлен в тюрьмы Эгины, а затем Корфу. Когда разразилась война 1940 года, его перевели в тюрьму Акронавплии (где он составил курс философии для своих сокамерников). Хотя по непосредственному образованию он не был ни филологом, ни историком, но начал здесь писать историю греческой революции (эта работа была утеряна). Позже он написал изложение истории Греции, которое было опубликовано под названием «Краткое исследование новогреческой истории».

### Движение Сопротивления и участие в правительстве
В 1943 году его перевели в больницу в Афинах, откуда он смог сбежать и снова присоединиться к руководству КПГ. Он стал членом секретариата Политбюро КПГ и руководства ЭAM, был избран национальным советником ПЭЭА в Виниани в Эвритании в апреле 1944 года и являлся главным редактором центрального печатного органа КПГ, «Ризоспастис», а затем и журнала «Комунистики эпитеориси».
Незадолго до освобождения Греции, 2-3 сентября 1944 года он был назначен министром земледелия (сельского хозяйства) в правительстве Георгиоса Папандреу, сформированном в Каире в мае 1944 года. Затем он участвовал в Казертском соглашении (Италия) 26 сентября 1944 года. Вернулся в Грецию вместе с Ф. Цацосом, чтобы подготовить приём правительства в изгнании, который состоялся 18 октября 1944 г. В тот день они вместе с Папандреу и другими членами правительства поднялись на Акрополь, где подняли флаг, а затем выступили перед жителями Афин на площади Синтагма.
Ситуация в Греции в то время находилась на грани гражданской войны. На Пелопоннесе произошли кровопролитные сражения прокоммунистических партизан-антифашистов Народно-освободительной армии (ЭЛАС) с коллаборационистскими батальонами безопасности, завершившиеся трехдневной битвой при Мелигаласе 13-15 сентября. В ответ на решение о разоружении ЭЛАС 1 декабря 1944 года в знак протеста Зевгос подал в отставку из правительства.

### После Второй мировой войны
В то же время и до 1946 года Яннис Зевгос руководил организациями КПГ на всем Пелопоннесе. Он занимался актуальными политическими статьями, публикуемыми в «Ризоспастис» и «КОМЭП».
В качестве кандидата в члены Политбюро ЦК КПГ (в 1945—1947) в феврале 1947 года он отправился в Салоники, чтобы наблюдать за работой созданной в городе Комиссии ООН и расследовать ситуацию в стране после заключения Варкизского соглашения 12 февраля 1945 года. Во время этой поездки Зевгос был убит военизированными формированиями (на него уже совершалось покушение в 1946 году).

## Убийство
Возвращаясь в отель «Астория», Зевгос был убит утром 20 марта 1947 года в Салониках на улице Агиас Софиас Христосом Влахосом, который выстрелил в него с близкого расстояния. Преступник был задержан гражданами и преследовавшим его жандармом. По словам очевидцев, у него было двое сообщников. Убийца сообщил полиции, будто убил Зевгоса из-за негодования по поводу пыток, которым он подвергался в концентрационном лагере непокорных коммунистов в Балкесе, Югославия (затем он также утверждал, что коммунисты якобы вынудили разведшуюся с ним жену заниматься проституцией, что она отрицала и указывала, что причиной их развода стали измены мужа).
Проправительственная пресса поспешила назвать убийство «сведением счётов» в среде левых, тогда как «Ризоспастис» определила его как «злодейское преступление монархо-фашистов», 3 апреля 1947 года опубликовав письмо Никоса Сидиропулоса — бывшего коммуниста, участвовавшего в убийстве Зевгоса. Указывалось, что убийство было организовано ESA и A2 3-го армейского корпуса под руководством министра общественного порядка Наполеона Зерваса. По словам Сидиропулоса, план включал также убийства Иоанниса Пасалидиса и Александроса Сакелларопулоса (который впоследствии стал президентом Ассоциации адвокатов Афин). Христос Влахос был приговорен в 1948 году всего к двум годам тюремного заключения, из которого благополучно сбежал в Аргентину. Вернувшись в Грецию много лет спустя, в интервью газете «Акрополь» от 20 сентября 1981 года, когда он лежал в психиатрической больнице Лероса, убийца утверждал, что выполнял приказы греческой и союзнической контрразведки.

## Сочинения
Зевгос в своих многочисленных статьях [«Почему революция в Греции начинается как буржуазно-демократическая» (1934), «Народное декабрьское сопротивление и новогреческая проблема» (1945), «Так называемая „Славянская опасность“» (1946) и др.] и книге «Краткое исследование новогреческой истории» (ч. 1—2, 1945—46) рассматривает вопросы новой и новейшей истории Греции с позиций марксизма и исторического материализма.